# Spodnja Lipnica
Spodnja Lipnica je naselje v Občini Radovljica.
Nastala je pod Pustim ali Lipniškim gradom, ki je star približno 800 let. 
Imenuje se po reki Lipnici, ki teče skozi vas.
Lipničani so se v preteklosti ukvarjali s kmetijstvom, še posebej živinorejo, danes pa jih večina hodi v službo v Radovljico ali Lesce. Največja kmetija je Ječevarjeva kmetija, kjer si lahko tudi ogledamo spomenik s prastarimi freskami.

## Kolnica
Kolnica je zaselek pri Spodnji Lipnici. Ime pomeni kovačnico (kovnica). Včasih so sem, do plavža Svete Heme, prinašali železovo rudo iz vrtač in jam na Jelovici. Železarstvo je bilo na višku v 16. stoletju. Zgradili so jezove in rake, da so lahko izrabili moč vode. Ti so še danes ohranjeni.